# Ngôn ngữ của các loài hoa

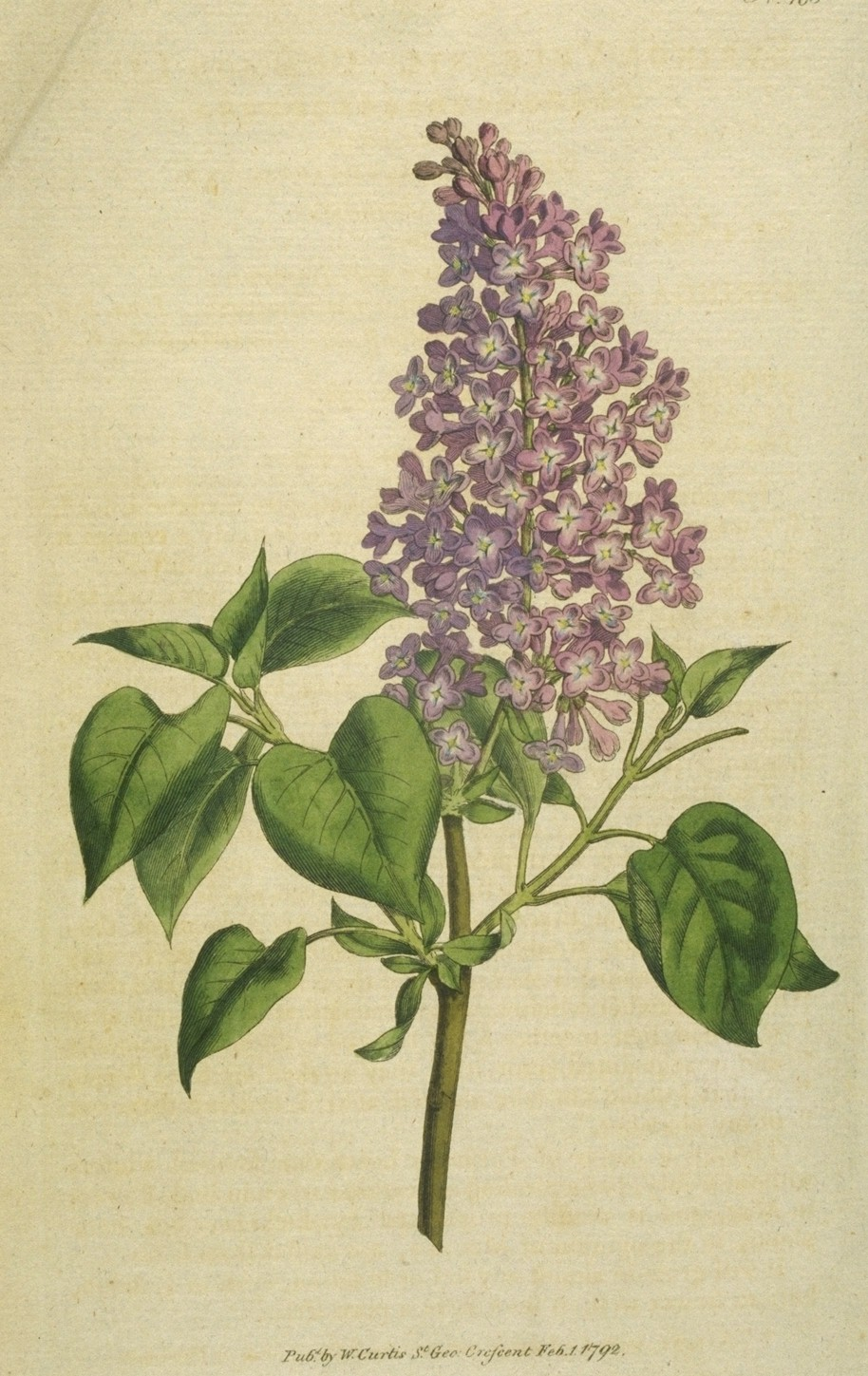
Trong ngôn ngữ các loài hoa cây tử đinh hương tượng trưng cho những cảm xúc đầu tiên của tình yêu

Ngôn ngữ của các loài hoa là một phương thức truyền đạt thông điệp của con người trong nhiều nền văn hóa, trong đó những loài hoa và những loài thảo mộc được dùng để gửi những thông điệp (ý nghĩa) được mã hóa. Mỗi một loài hoa đều mang một vẻ đẹp riêng. Hiện nay phần lớn ý nghĩa của chúng đã bị lãng quên, nhưng những bông hồng đỏ vẫn còn ngụ ý cho tình yêu nồng nàn và lãng mạn, hay cỏ 4 lá vẫn được tin là tượng trưng cho sự may mắn. Một ảnh hưởng nhỏ hơn, những bông hồng trắng tượng trưng cho sự trinh tiết và sự trong sạch, còn những bông hồng vàng vẫn còn thay thế cho tình bạn hay sự tận tâm. Những ý nghĩa thông thường được biết là những cây hướng dương tượng trưng cho tính kiêu kỳ hoặc sự kính trọng. Hoa cúc trắng (Gerbera) có nghĩa là vô tội hay sự thuần khiết. Những cây diên vĩ được coi là người đưa tin sứ điệp của các vị thần trong thần thoại Hy Lạp, vẫn còn đại diện cho sự loan báo. Cây hoa bướm biểu hiện cho sự suy nghĩ, hoa thủy tiên cho sự lưu tâm và dây trường xuân cho tính trung thực.

## Lịch sử
Phổ biến nhất trong thời kỳ Victoria của Anh, những loài hoa có tính chất tượng trưng cho ngày tháng. Trong văn hóa thời Trung cổ và Phục hưng, những loài hoa thường mang những ý nghĩa đạo đức. Vì vậy trong nghệ thuật các vị thánh thường được miêu tả với những loài hoa mà nó có tính chất tượng trưng cho sự trinh tiết của họ. Liana DeGirolami Cheney chú thích rằng "một số những ký hiệu đối với những tín đồ Cơ đốc tượng trưng cho sự trinh bạch hay trong sạch là hoa hồng trắng"
Trong tiếng Nhật ngôn ngữ các loài hoa gọi là hanakotoba (花言葉)..

## Ý nghĩa tượng trưng của một số loài hoa
| Tiếng Việt             | Tiếng Anh                      | Ý nghĩa                                            | Ảnh             |  |
| ---------------------- | ------------------------------ | -------------------------------------------------- | --------------- |  |
| Hoa loa kèn đỏ         | Amaryllis                      | Nhút nhát,bẽn lẽn                                  |                 |  |
| Cỏ chân ngỗng          | Anemone(White)                 | Thành thật                                         |                 |  |
| Đỗ Quyên               | Azalea                         | Kiên nhẫn, khiêm tốn                               |                 |  |
| Cúc dại                | Ambrosia                       | Đạo đức                                            |                 |  |
| Hoa chuông lá tròn     | Bluebell                       | Biết ơn                                            |                 |  |
| Xương rồng             | Cactus                         | Ham muốn                                           |                 |  |
| Hoa trà (đỏ)           | Camellia (Red)                 | Trong tình yêu                                     |                 |  |
| Hoa trà (vàng)         | Camellia (Yellow)              | Niềm khát khao                                     |                 |  |
| Hoa trà (trắng)        | Camellia (White)               | Chờ đợi                                            |                 |  |
| Hoa cẩm chướng         | Carnation                      | Sự hy vọng                                         |                 |  |
| Hoa anh đào            | Cherry Blossom                 | Hiền lành, dịu dàng                                |                 |  |
| Hoa cúc (vàng)         | Chrysanthemum                  | sự lộng lẫy                                        |                 |  |
| Hoa cúc trắng          | Chrysanthemum (White)          | Thật thà                                           | - Hoa cúc trắng |  |
| Cỏ 4 lá                | Four-leaf clover               | May mắn                                            |                 |  |
| Thủy tiên vàng         | Daffodil                       | Sự tôn trọng                                       |                 |  |
| Hoa thược dược         | Dahlia                         | Tốt lành                                           |                 |  |
| Hoa cúc                | Daisy                          | Sự tin tưởng                                       |                 |  |
| Cây nhung tuyết        | Edelweiss                      | Sự can đảm                                         |                 |  |
| Hoa Lưu Li             | Forget-me-not                  | Tình yêu đích thực                                 |                 |  |
| Lan Nam Phi            | Freesia                        | Ngây ngô/non nớt                                   |                 |  |
| Hoa dành dành          | Gardenia                       | Tình yêu thầm kín                                  |                 |  |
| Hoa dâm bụt            | Hibiscus                       | Hiền lành                                          |                 |  |
| Cây kim ngân           | Honeysuckle                    | Rộng lượng, hào phóng                              |                 |  |
| Tú cầu (hoa đĩa)       | Hydrangea                      | Sự kiêu hãnh                                       |                 |  |
| Hoa nhài               | Jasmine                        | Thân thiện/yêu kiều                                |                 |  |
| Hoa oải hương          | Lavender                       | Thủy chung                                         |                 |  |
| Hoa loa kèn trắng      | Lily (White)                   | Tinh khiết/Trong sạch                              |                 |  |
| Hoa loa kèn vàng       | Lily (Orange)                  | Sự thù hằn                                         |                 |  |
| Loa kèn thung lũng     | Lily of the Valley/Spider Lily | Ngọt ngào                                          |                 |  |
| Hoa loa kèn hổ         | Tiger Lily                     | giàu sang                                          |                 |  |
| Hoa Bỉ Ngạn            | Lily, Red Spider               | Mãi mãi không thể yêu nhau, sự chia cắt, cái chết. |                 |  |
| Hoa sen                | Lotus                          | Xa cách từ tình yêu của anh ta                     |                 |  |
| Hoa mộc lan            | Magnolia                       | Tự nhiên                                           |                 |  |
| Thiên đường buổi sáng  | Morning Glory                  | Lời hứa bướng bỉnh                                 |                 |  |
| Hoa thủy tiên          | Narcissus                      | Lòng tự trọng                                      |                 |  |
| Hoa bướm (hoa păng-xê) | Pansy                          | Thận trọng/Chu đáo                                 |                 |  |
| Hoa nhài (lài)         | Jasminum sambac                | Em thuộc về anh                                    |                 |  |
| Anh túc (đỏ)           | Poppy (Red)                    | Thương yêu - ngộ nghĩnh                            |                 |  |
|                        |                                |                                                    |                 |  |

### Danh sách ý nghĩa của các loài hoa
- The Language of Flowers
- Victorian Bazaar list of flower meanings Lưu trữ ngày 20 tháng 2 năm 2008 tại Wayback Machine